# Reformierte Kirche Casaccia

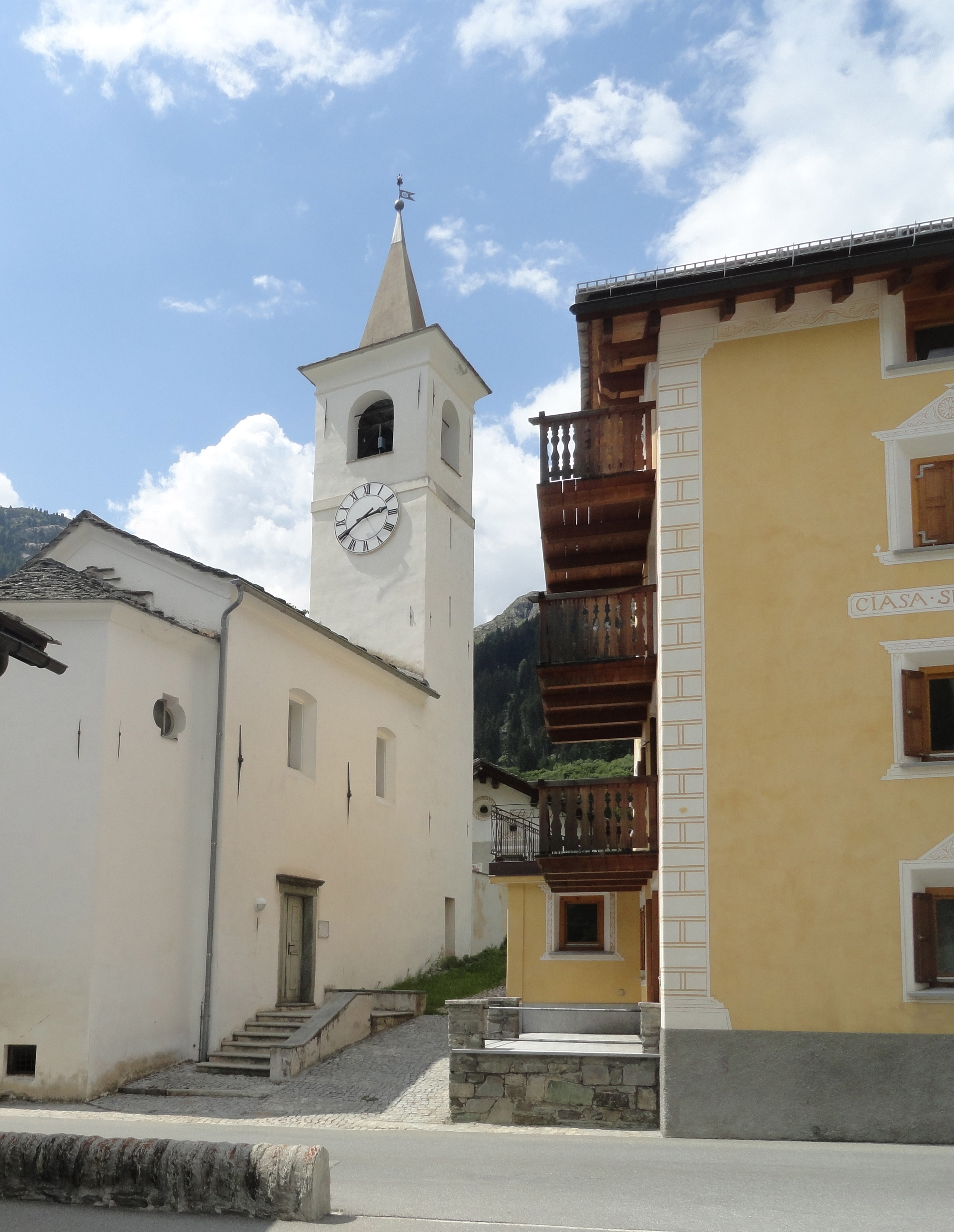
Reformierte Kirche von Casaccia

Die reformierte Kirche Casaccia steht im Zentrum des seit 1971 zu Vicosoprano gehörenden Bergeller Dorfes Casaccia. Es ist ein evangelisch-reformiertes Gotteshaus unter dem Denkmalschutz des Kantons Graubünden. Letztmals renoviert wurde die Kirche Ende der 1980er Jahre.

## Geschichte und Ausstattung
Casaccia nahm 1551 unter Führung des Predigers Pietro Paolo Vergerio die Reformation an. 
Die heutige Kirche wurde 1742 im Barockstil auf dem Fundament einer ehemaligen Kapelle errichtet, die 1740 durch einen Bergrutsch mit zahlreichen anderen Häusern verwüstet und nicht mehr aufgebaut wurde. Der Neubau löste die baufällige Hauptkirche Kirchenruine San Gaudenzio ab, die im Mittelalter ein beliebter Wallfahrtsort war. 
Im Inneren dominiert eine rechtsseitig angebrachte polygonale Kanzel aus Nussbaumholz. Der Chor wird von einem Fächergewölbe überdeckt. An seiner zentralen Wand hängt ein schwarz-marmornes Epitaph der Adelsfamilie Salis.  

## Kirchliche Organisation
Die Evangelisch-reformierte Landeskirche Graubünden führt Casaccia als Predigtstätte der fusionierten Kirchgemeinde (zuvor Pastorationsgemeinschaft) Bergell/Bregaglia.